# Nino Žugelj
Nino Žugelj (ur. 23 maja 2000 w Slovenj Gradcu) – słoweński piłkarz grający na pozycji pomocnika w norweskim klubie FK Bodø/Glimt oraz reprezentacji Słowenii. Uczestnik Mistrzostw Europy 2024.